# Exposición Regional del Jubileo de Praga

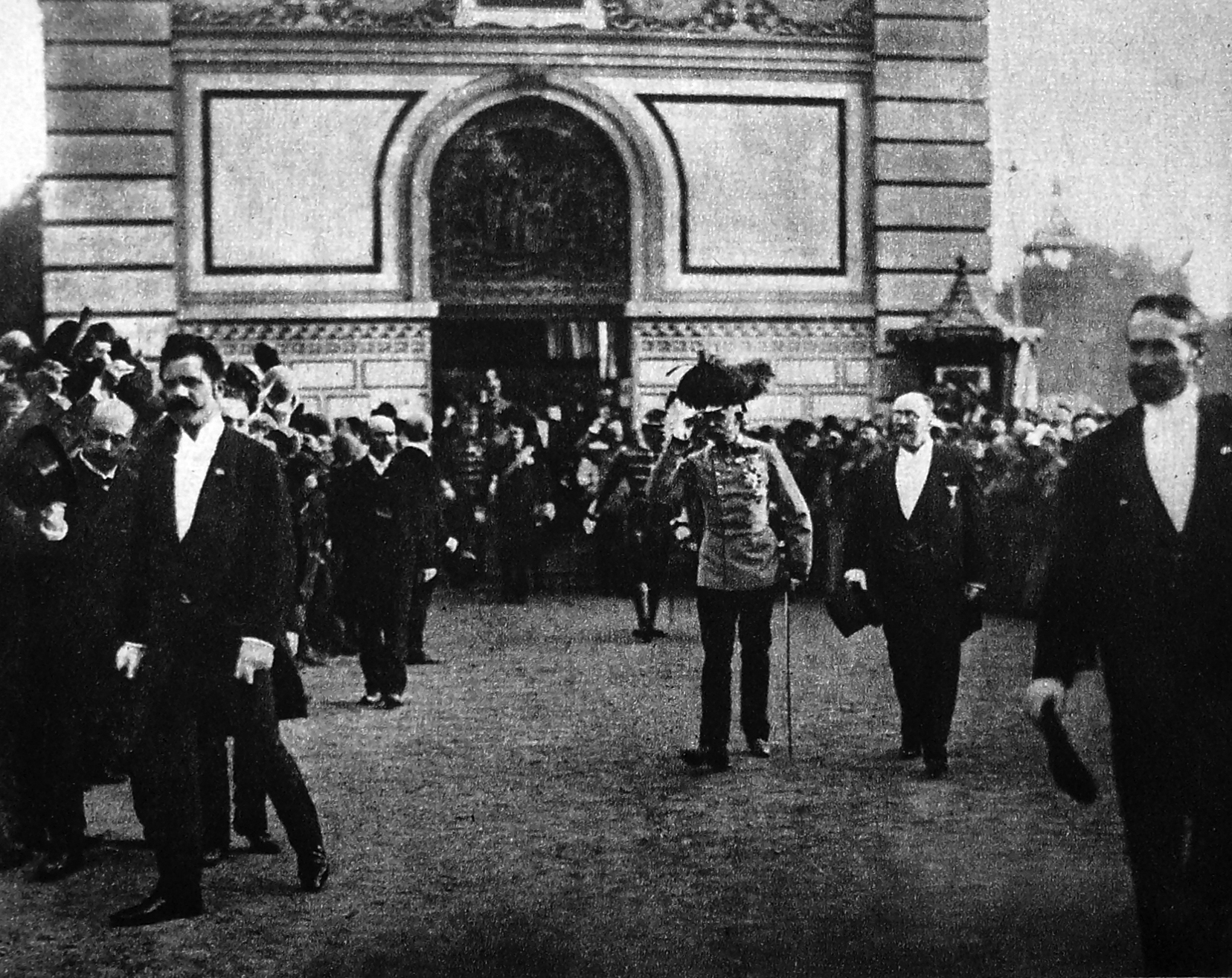
Rudolf Bruner-Dvořák: Francisco José I de Austria.

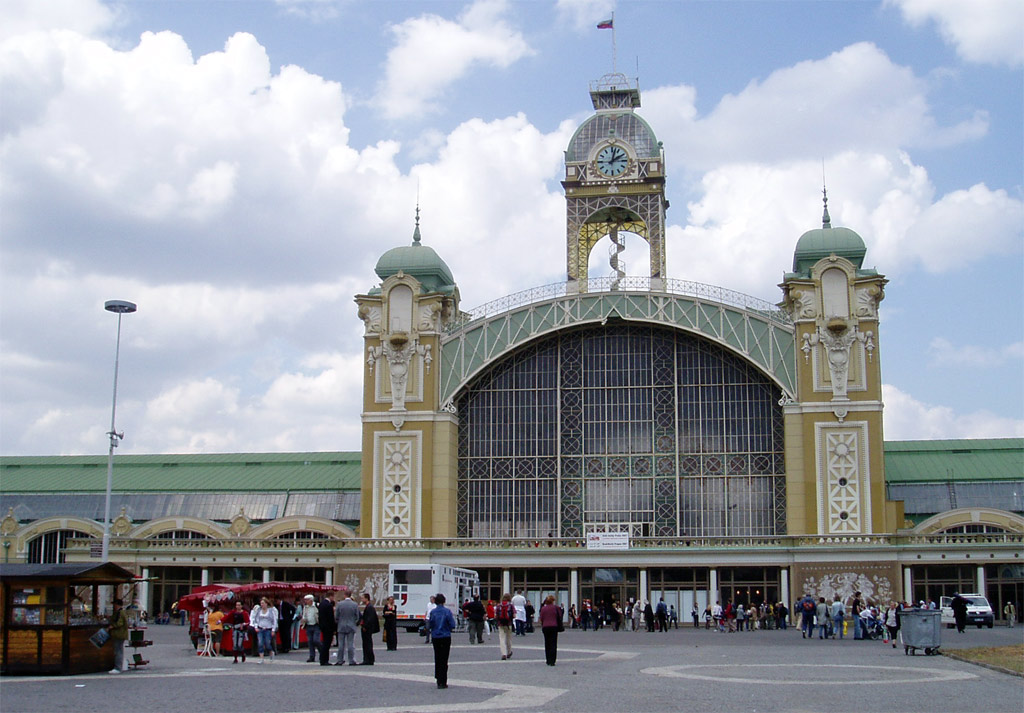
Palacio de la Industria (Průmyslový palác) en 2007

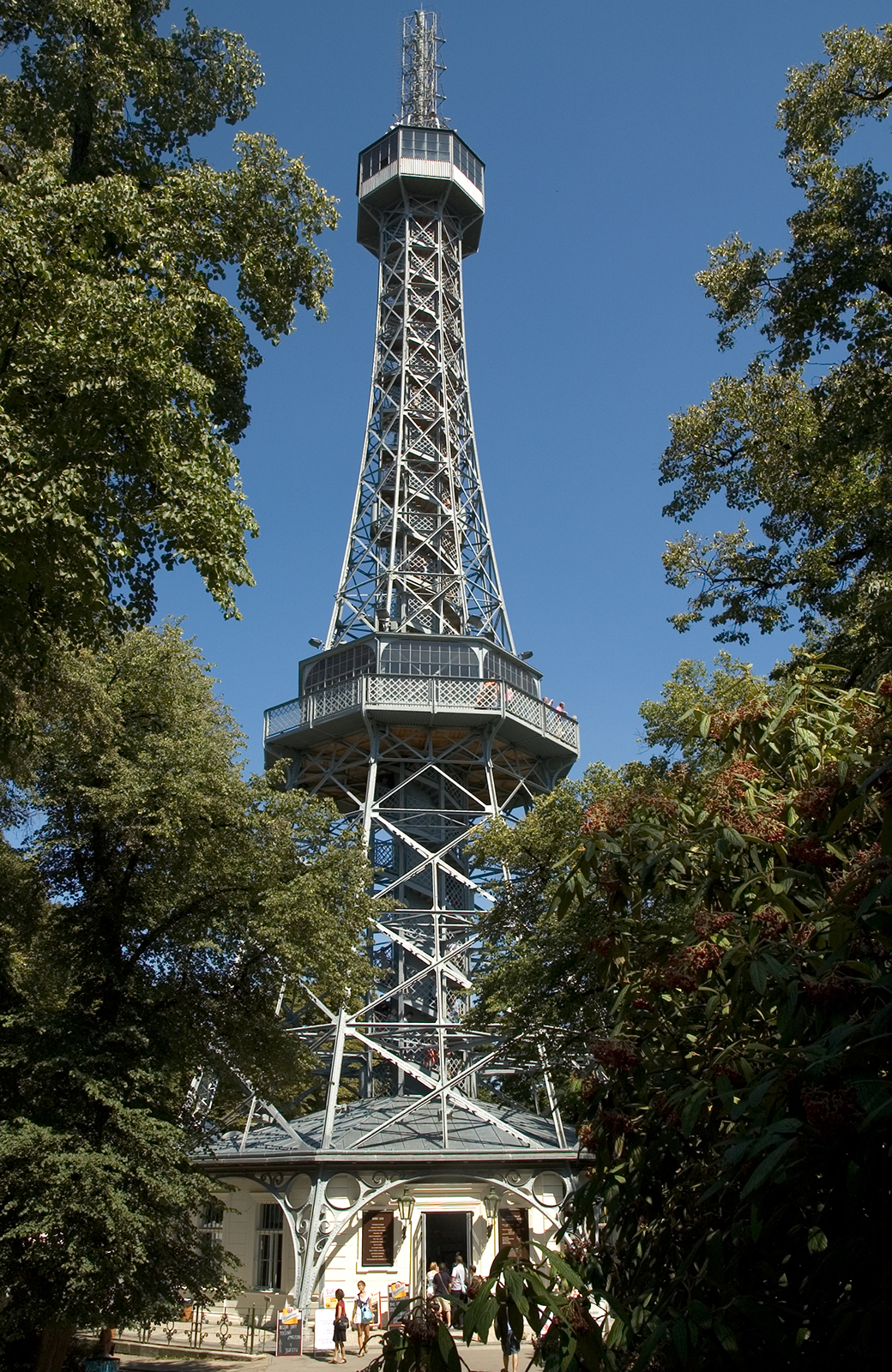
Torre Petřín.

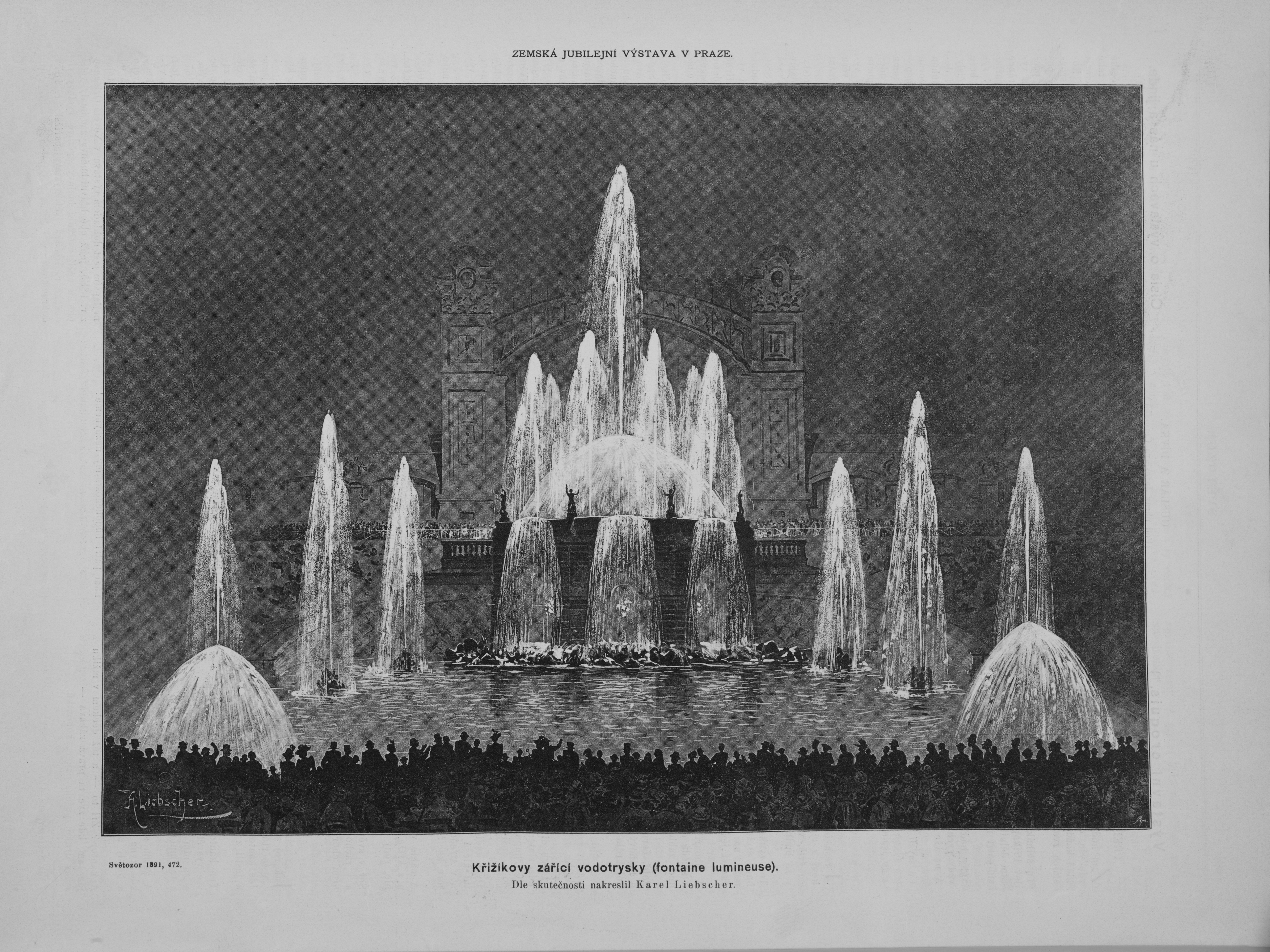
Fuente Křižík en 1891, de Karel Liebscher.

La Exposición Regional del Jubileo de Praga fue una exposición universal celebrada en 1891 en Praga, entonces parte del Imperio austrohúngaro.
La exposición tuvo lugar principalmente en Výstaviště Praha (Centro de Exposiciones de Praga), próximo al parque Stromovka. Entre los numerosos edificios construidos para la ocasión se encuentran el Palacio de la Industria, diseñado por Bedřich Münzberger, y la fuente de Křižík.

## Contexto histórico
Celebrada durante el Imperio austrohúngaro, esta exposición fue una demostración de lo que poco después derivaría en el deseo de independencia de Checoslovaquia. La exposición conmemoró los 100 años desde la primera exposición industrial, que tuvo lugar en 1791 en el Clementinum de Praga cuando dicha ciudad formaba parte del Imperio Habsburgo.
La población germanoparlante de Praga primero trató de aplazar la exposición al año siguiente, de forma que no se pudiera utilizar para conmemorar el centenario, y luego la boicoteó.

## Exposición

### Inauguración
La exposición fue inaugurada el 15 de mayo de 1891 por el archiduque Carlos Luis de Austria. A la ceremonia de inauguración asistieron ministros, el gobernador de Bohemia Franz von Thun und Hohenstein y el príncipe Georg Christian von Lobkowicz. Francisco José I no estuvo en la inauguración, pero visitó posteriormente la exposición.

### Muestras artísticas
En la exposición se mostraron, entre otros, cuadros de Emanuel Krescenc Liška y Amor desesperado de Augustin Němejc, que ganó el segundo premio.

## Legado
De la exposición aún perduran numerosos edificios, entre ellos el pabellón Hanavský, construido cerca del metrónomo en estilo art nouveau, y la Torre Petřín, una torre de 60 metros que emula la Torre Eiffel. La fuente de Křižík fue reconstruida recientemente[¿cuándo?] y sigue operativa.